# 阿加菲娅·康斯坦丁
阿加菲娅·奥尔洛夫-布哈埃夫-康斯坦丁（羅馬尼亞語：Agafia Orlov-Buhaev-Constantin，1955年4月19日—），罗马尼亚女子皮划艇运动员。她曾代表罗马尼亚参加1976年、1980年和1984年夏季奥林匹克运动会皮划艇比赛，其中1984年奥运会获得一枚金牌。